# Поятно
Поятно (хорв. Pojatno) — населений пункт у Хорватії, у Загребській жупанії у складі міста Запрешич.

## Населення
Населення за даними перепису 2011 року становило 1 213 осіб.
Динаміка чисельності населення поселення:

## Клімат
Середня річна температура становить 10,33 °C, середня максимальна – 24,69 °C, а середня мінімальна – -6,47 °C. Середня річна кількість опадів – 958 мм.
| Клімат поселення                              | Клімат поселення | Клімат поселення | Клімат поселення | Клімат поселення | Клімат поселення | Клімат поселення | Клімат поселення | Клімат поселення | Клімат поселення | Клімат поселення | Клімат поселення | Клімат поселення | Клімат поселення |
| Показник                                      | Січ.             | Лют.             | Бер.             | Квіт.            | Трав.            | Черв.            | Лип.             | Серп.            | Вер.             | Жовт.            | Лист.            | Груд.            |                  |
| Середній максимум, °C                         | 5,85             | 7,99             | 12,40            | 16,81            | 21,55            | 24,69            | 24,04            | 23,32            | 19,36            | 14,43            | 8,40             | 4,79             |                  |
| Середня температура, °C                       | −0,3             | 1,82             | 6,23             | 10,64            | 15,38            | 18,53            | 20,25            | 19,55            | 15,58            | 10,65            | 4,61             | 1,01             |                  |
| Середній мінімум, °C                          | −6,47            | −4,32            | 0,07             | 4,48             | 9,22             | 12,37            | 16,48            | 15,78            | 11,81            | 6,86             | 0,85             | −2,77            |                  |
| Норма опадів, мм                              | 50               | 50               | 64               | 69               | 81               | 107              | 90               | 94               | 96               | 95               | 94               | 68               |                  |
| Середньомісячна швидкість вітру, м/с          | 1.60             | 1.80             | 2.20             | 2.10             | 2.00             | 1.80             | 1.74             | 1.60             | 1.51             | 1.60             | 1.70             | 1.63             |                  |
| Середньомісячна сонячна радіація, кДж/м²·день | 4087             | 6822             | 10444            | 14805            | 18953            | 20840            | 21622            | 18771            | 13892            | 8538             | 4511             | 3289             |                  |
| --------------------------------------------- | ---------------- | ---------------- | ---------------- | ---------------- | ---------------- | ---------------- | ---------------- | ---------------- | ---------------- | ---------------- | ---------------- | ---------------- | ---------------- |
| Джерело:                                      |                  |                  |                  |                  |                  |                  |                  |                  |                  |                  |                  |                  |                  |